# Lenzburg
Lenzburg (im schweizerdeutschen Ortsdialekt: ˈlænːtsbrɡ) ist eine Kleinstadt und Einwohnergemeinde im Schweizer Kanton Aargau. Der Hauptort des zentral gelegenen Bezirks Lenzburg liegt am Aabach im nördlichen Seetal, rund drei Kilometer südlich der Aare.
Im nordöstlichen Teil des heutigen Stadtgebiets befand sich während der römischen Zeit an einer Durchgangsstrasse eine bedeutende Siedlung, die von der archäologischen Forschung Vicus Lindfeld genannt wird. Die spätere, im Jahr 893 erstmals mit dem Ortsnamen Lencis urkundlich erwähnte Ortschaft am Aabach war zunächst ein kleines alemannisches Dorf. Im 11. Jahrhundert entstand auf dem Schlossberg eine mittelalterliche Burg, aus der später das Schloss Lenzburg hervorging. Die Siedlung am Fusse des Hügels erhielt eine Stadtmauer und 1306 von den Habsburgern das Stadtrecht. Nach der Eroberung durch die Eidgenossen im Jahr 1415 gehörte Lenzburg fast vier Jahrhunderte lang zum Berner Aargau, einem Untertanengebiet der Stadt Bern, und die Burg diente nun als Landvogteisitz. Seit 1803 ist die Stadt Bezirkshauptort im Kanton Aargau. In der Folge entwickelte sie sich zu einem bedeutenden Verkehrsknotenpunkt und Wirtschaftsstandort.

## Geographie
Das Stadtgebiet wird durch zwei Molassehügel geprägt, die sich rund hundert Meter über dem umgebenden flachen Gelände erheben. Während der Schlossberg (508 m ü. M.) annähernd kreisrund ist und lediglich einen Durchmesser von etwa 250 Metern aufweist, ist der nebenan liegende Goffersberg (507 m ü. M.) ellipsenförmig und besitzt ein knapp fünfhundert Meter langes und fünfzig Meter breites Hochplateau. Zwischen dem Schlossberg mit der Burg und dem Aabach liegt die Altstadt von Lenzburg.
Der nordöstliche Teil des Gemeindegebiets erstreckt sich über eine abgeflachte Endmoräne, die während der Würmeiszeit bei mehreren Vorstössen des Reussgletschers entstanden war. Auf den Erhebungen liegen im Waldgebiet «Lind» mehrere Findlinge, die als Geotop von kantonaler Bedeutung gelten und von denen die grössten als Römersteine von Lenzburg bekannt sind.
Im Süden und Südosten erheben sich die bewaldeten Hügel «Berg» (560 m ü. M.), dessen Westflanke steil in das Tal des Aabachs absinkt, und Lütisbuech (538 m ü. M.), zwei Ausläufer des Rietenbergs. Über diese Hügelkette verläuft die Grenze zwischen dem Seetal und dem Bünztal. Durch das schmale Tal zwischen den beiden Bergen fliesst der Stadtbach von Südosten nach Lenzburg. Auf der Kuppe des Hügels «Berg» liegt der höchste Punkt im Stadtgebiet; der tiefste Punkt befindet sich im Nordwesten der Stadt im Wald «Länzert» (381 m ü. M.).
Die Stadtsiedlung von Lenzburg hat sich im 20. Jahrhundert weit über die Altstadt hinaus erweitert und ist heute mit den umliegenden Ortschaften Niederlenz und Staufen zu einer zusammenhängenden Agglomeration mit fast 23'000 Einwohnern zusammengewachsen; die Gemeindegrenzen sind in der Siedlungsstruktur kaum mehr erkennbar.
Die Fläche des Gemeindegebiets beträgt 1131 Hektaren, davon sind 554 Hektaren bewaldet und 360 Hektaren überbaut. Nachbargemeinden sind Rupperswil im Nordwesten, Niederlenz und Möriken-Wildegg im Norden, Othmarsingen im Nordosten, Hendschiken im Osten, Ammerswil im Südosten, Egliswil im Süden, Seon im Südwesten sowie Staufen im Westen.

## Geschichte
Die ältesten archäologischen Funde von Lenzburg stammen aus der Jungsteinzeit, darunter ein über 5000 Jahre altes Gräberfeld. In der ersten Hälfte des 1. Jahrhunderts nach Christus entstand auf dem Lindfeld, nordöstlich des heutigen Stadtzentrums, auf dem Hochplateau zwischen Aabach und Bünz eine römische Siedlung. Die Ortschaft des Typs vicus hatte die Form eines rund 400 Meter langen Strassendorfes und zählte zu seiner Blütezeit etwa 500 Einwohner. Das wichtigste heute bekannte Gebäude war ein Theater mit über 4000 Sitzplätzen. Die Siedlung, deren antiker Name nicht überliefert ist, scheint ein religiöses Zentrum für die nähere Region gewesen zu sein (siehe Vicus Lindfeld). Der Niedergang setzte zu Beginn des 3. Jahrhunderts ein, und spätestens bei den Einfällen der Alamannen (259 bis 270 n. Chr.) wurde die Siedlung aufgegeben.
Nachdem das Gebiet am unteren Aabach wohl mehr als 200 Jahre lang unbewohnt geblieben war, entwickelte sich im 5. und 6. Jahrhundert eine alamannische Dorfsiedlung, deren Ortsname Lencis erstmals im Jahr 893 in einem Zinsrodel des Fraumünsters in Zürich erwähnt ist. Ob sich der Name des Ortes, wie früher vermutet wurde, tatsächlich vom alteuropäischen Flussnamen Lentia ableitet, der «die Biegsame» oder «die Gekrümmte» bedeutet, ist bisher nicht geklärt. Tatsächlich hiess der Aabach im Mittelalter Lenzbach. Der Namensbestandteil -burg ist ein klarer Hinweis auf das 1036 erstmals erwähnte Schloss Lenzburg.

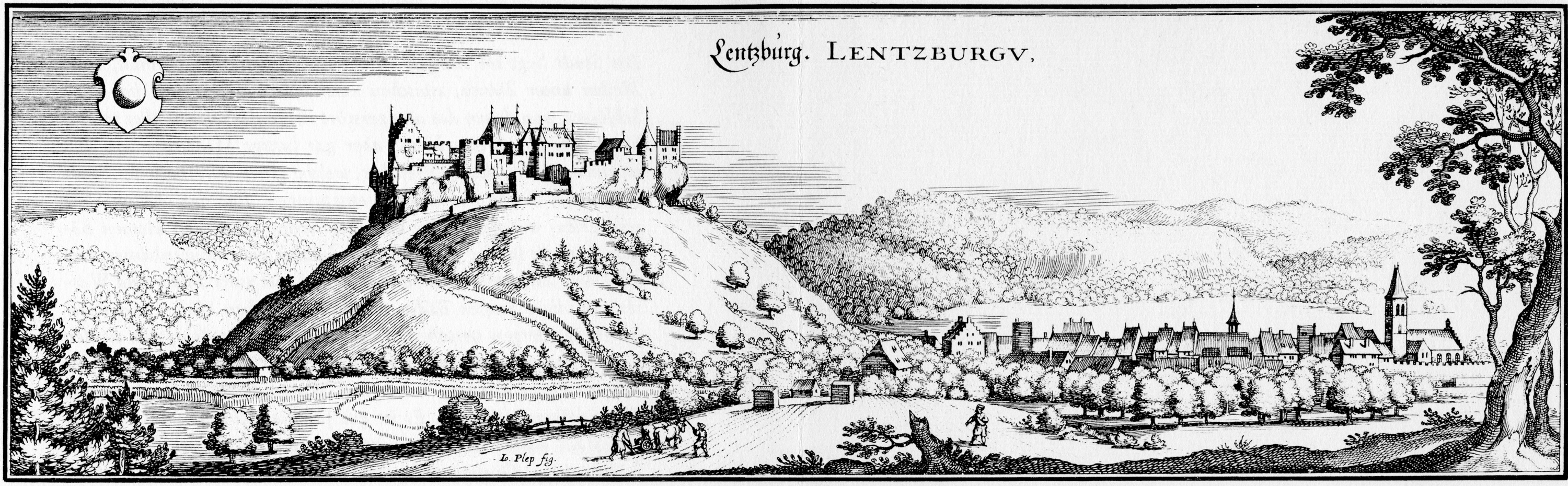
Ansicht von Stadt und Burg Lenzburg von Matthäus Merian, um 1642

Lenzburg gegen das Schloss, 1907

Luftbild von Lenzburg von 1951

Die mittelalterliche Burg war der Stammsitz der Grafen von Lenzburg, die im 11. und 12. Jahrhundert bedeutende Lehnsherren im Schweizer Mittelland waren. Graf Ulrich IV. starb 1173 ohne Nachkommen; seine Burg vererbte er Kaiser Barbarossa, der sie als Lehen an die Grafen von Kyburg vergabte, die das Schloss später käuflich erwarben. Um 1230 entstand zwischen dem (wenig später aufgegebenen) Dorf Oberlenz am Aabach und dem Schlossberg eine befestigte Marktsiedlung. Nach dem Aussterben der Kyburger übernahmen die Habsburger im Jahr 1273 die Burg und die Herrschaft über die Siedlung. Am 20. August 1306 erhielt der Ort Lenzburg von Herzog Friedrich dem Schönen das Stadtrecht. Beim Einfall der Gugler Ende des Jahres 1375 liessen die Habsburger die Stadt schleifen und danach wieder aufbauen.

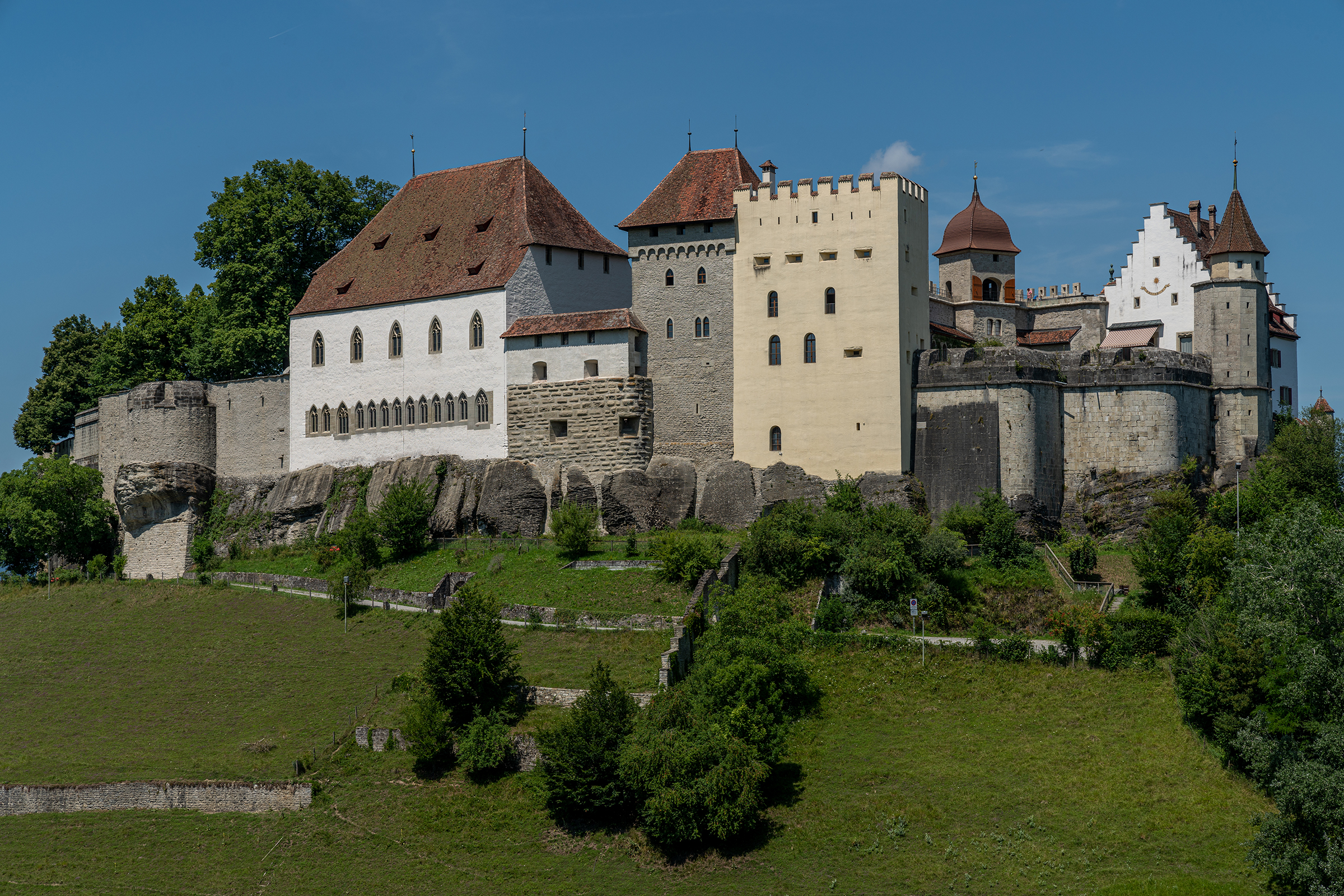
Schloss Lenzburg

Im April 1415 eroberten die Berner den westlichen Teil des Aargaus. Lenzburg wurde zwar eine Untertanenstadt im so genannten Berner Aargau, durfte aber seine bisherigen Freiheiten weitgehend behalten. Die Stadtbehörden bestanden aus zwei sich abwechselnden Schultheissen sowie dem Kleinen und dem Grossen Rat. Bern kaufte 1433 das Schloss, in dem von 1444 bis 1798 der Landvogt des Oberamts Lenzburg residierte. Bei einem Stadtbrand blieben 1491 nur gerade 15 Häuser unversehrt, woraufhin die Stadt mit bernischer Hilfe wieder aufgebaut wurde.
1528 führte Bern auch in Lenzburg die Reformation ein. Bis 1565 war die Stadt Teil der Pfarrei Staufberg, deren Pfarrkirche auf dem gleichnamigen Hügel westlich der Stadt liegt. Im 16. Jahrhundert wandelte sich Lenzburg allmählich von einer Bauern- zu einer Handwerkssiedlung. 1744 wurden die Zollrechte der Stadt an Bern abgetreten, als Gegenleistung durften die Stadtbewohner nun auch ausserhalb der Befestigungsanlagen Häuser errichten. Dies begünstigte das Wachstum der Baumwollindustrie. 1732 entstand die erste Fabrik.
Beim Franzoseneinfall im März 1798 wurde die Helvetische Republik errichtet und 1803 aufgelöst. Seither gehört Lenzburg zum Kanton Aargau und wurde zum Bezirkshauptort. Ein Jahr später erwarb der Kanton die Burg, ohne jedoch einen konkreten Verwendungszweck für die grosse Anlage zu haben. Wie andere Kantone wollte man das Schloss als Symbol der alten Herrschaft nicht zu Regierungszwecken nutzen, und so vermietete der Kanton es daher unter anderem als Erziehungsanstalt, bis er es im Jahr 1860 wieder verkaufen konnte. Es hatte in der Folge mehrere Besitzer, darunter den Vater des Dichters Frank Wedekind und den Polarforscher Lincoln Ellsworth. Im Jahr 1956 ging das Schloss wieder in den Besitz des Kantons über, der darin das kantonale Historische Museum einrichtete.

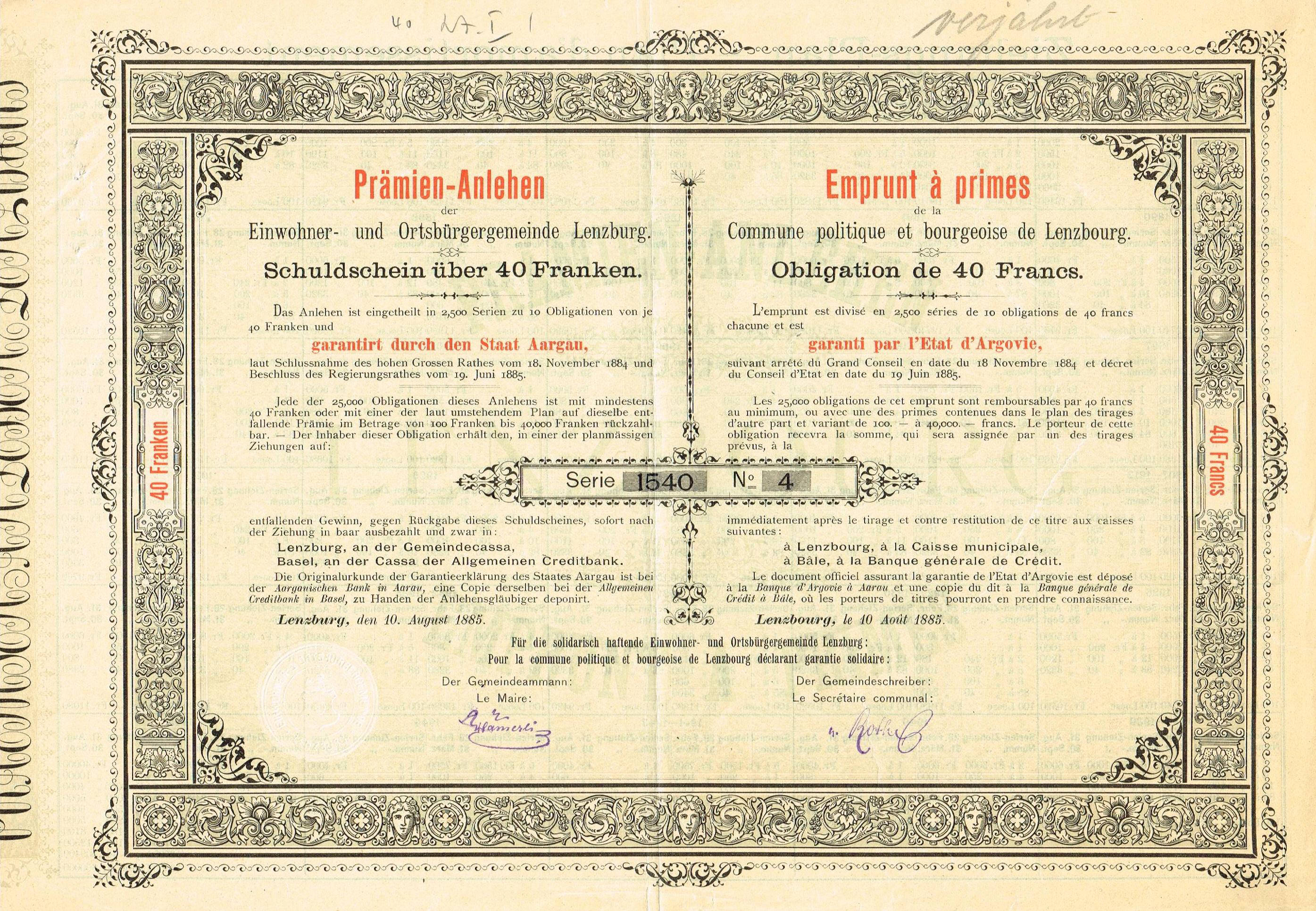
Schuldschein der Einwohner- und Ortsbürgergemeinde Lenzburg vom 10. August 1885

Im 19. Jahrhundert entwickelte sich Lenzburg zu einem überregionalen Baumwollverlags- und Speditionszentrum. Viele Heimarbeiter im ganzen Kantonsgebiet arbeiteten für die Lenzburger «Baumwollherren». Am 23. Juni 1874 erhielt die Stadt mit der Aargauischen Südbahn Anschluss ans Eisenbahnnetz. Am 6. September 1877 folgte die Bahnstrecke Zofingen–Wettingen der Nationalbahn. Der Konkurs dieser Gesellschaft im darauf folgenden Jahr brachte Lenzburg an den Rand des wirtschaftlichen Ruins, da die Stadt sich am Unternehmen finanziell stark engagiert hatte. Der Abbau der Schuldenlast beeinträchtigte über ein halbes Jahrhundert lang die städtischen Finanzen.
Dennoch erholte sich Lenzburg rasch von diesem Rückschlag und entwickelte sich zu einem industriellen Zentrum. Am 15. Oktober 1883 eröffnete die englische Gesellschaft Lake Valley Railway eine Bahnlinie durch das Seetal bis nach Luzern, die heutige Seetalbahn, und die Teilstrecke von Lenzburg nach Wildegg folgte am 1. Oktober 1895. Zwischen 1900 und 1970 verdreifachte sich die Bevölkerungszahl der Stadt. Seither ist sie jedoch stabil, weil sich das Wachstum zunehmend auf die Nachbargemeinden verlagert hat. Die Bahnstrecke nach Wildegg wurde seit dem 2. Juni 1984 nicht mehr durchgehend befahren und bis 2005 nur noch als Anschlussgleis für Güterverkehr bis Lenzburg Industrie genutzt. Dann musste sie dem Tunnel der Altstadtumfahrung weichen.
Die seit 1886 in Lenzburg ansässige Konfitürenfabrik Hero stellte 2014 ihre Produktion auf dem weitläufigen Areal nördlich des Bahnhofs ein und verlegte sie in einen Neubau am östlichen Stadtrand. Auf dem frei gewordenen Gelände von 60'000 m² Grösse entstand anschliessend bis 2018 die neue Überbauung «Im Lenz» mit Platz für 1000 Einwohner und 800 Arbeitsplätze.

## Sehenswürdigkeiten

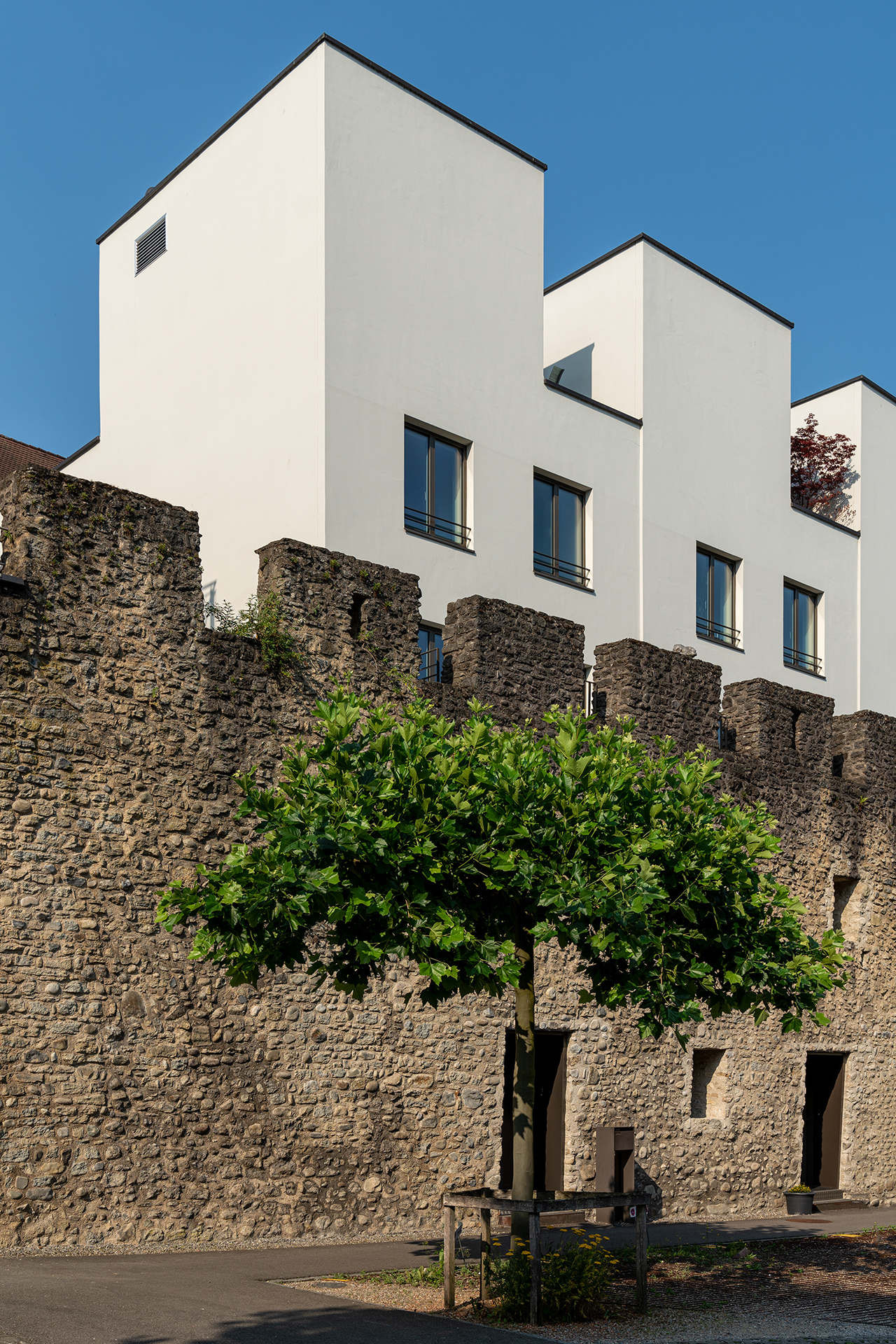
Teil der alten Stadtmauer

Das Wahrzeichen der Stadt ist das Schloss Lenzburg, das im 11. Jahrhundert entstanden und seither mehrmals erweitert worden ist. Die Lenzburg zählt zu den ältesten und bedeutendsten Höhenburgen der Schweiz und befindet sich auf dem Schlossberg, einem Molassehügel, der die Ebene um etwa hundert Meter überragt. Auf dem Goffersberg, direkt gegenüber dem Schloss, befindet sich das «Gofischlössli», ein dreigeschossiges Jagdschloss mit angebautem Treppenturm, errichtet im Jahr 1644.

### Altstadt
Die hufeisenförmige Altstadt am Fusse des Hügels ist gut erhalten. Sie besteht aus einer Hauptgasse, zwei parallel verlaufenden Nebengassen und einer quer verlaufenden Gasse. Die Stadtmauer ist nur zum Teil erhalten geblieben, die Reste stehen aber unter Denkmalschutz. Ihr heutiges Aussehen erhielt die Altstadt mehrheitlich im 17. und frühen 18. Jahrhundert, als die Holzhäuser allmählich durch Steinbauten im Barockstil ersetzt wurden.
Die aus dem 15. Jahrhundert stammende Stadtkirche wurde 1667 zu einer Saalkirche ausgebaut und besitzt eine Rokoko-Stuckdecke aus dem Jahre 1760. Die Gräber waren zunächst um die Kirche aufzufinden, seit 1876 werden die Verstorbenen auf dem neuen Friedhof Lenzburg südlich der Altstadt bestattet.
Das Rathaus entstand in zwei Etappen anstelle des mittelalterlichen Vorgängers (1677 bzw. 1692) und erhielt in der Gebäudemitte einen Uhrenturm. Die Stadtbibliothek (das ehemalige Armen- und Altenspital) entstand 1638 durch die Vereinigung mehrerer Häuser und wurde 1792 in einem Übergangsstil zwischen Barock und Klassizismus umgebaut. Das ehemalige Amtshaus ist ein 1845 erbauter spätklassizistischer Bau mit zwei dorischen Säulen. Der älteste erhaltene Brunnen ist der Chlausbrunnen aus dem Jahr 1572, der auf dem Metzgplatz steht.

### Ausserhalb der Altstadt

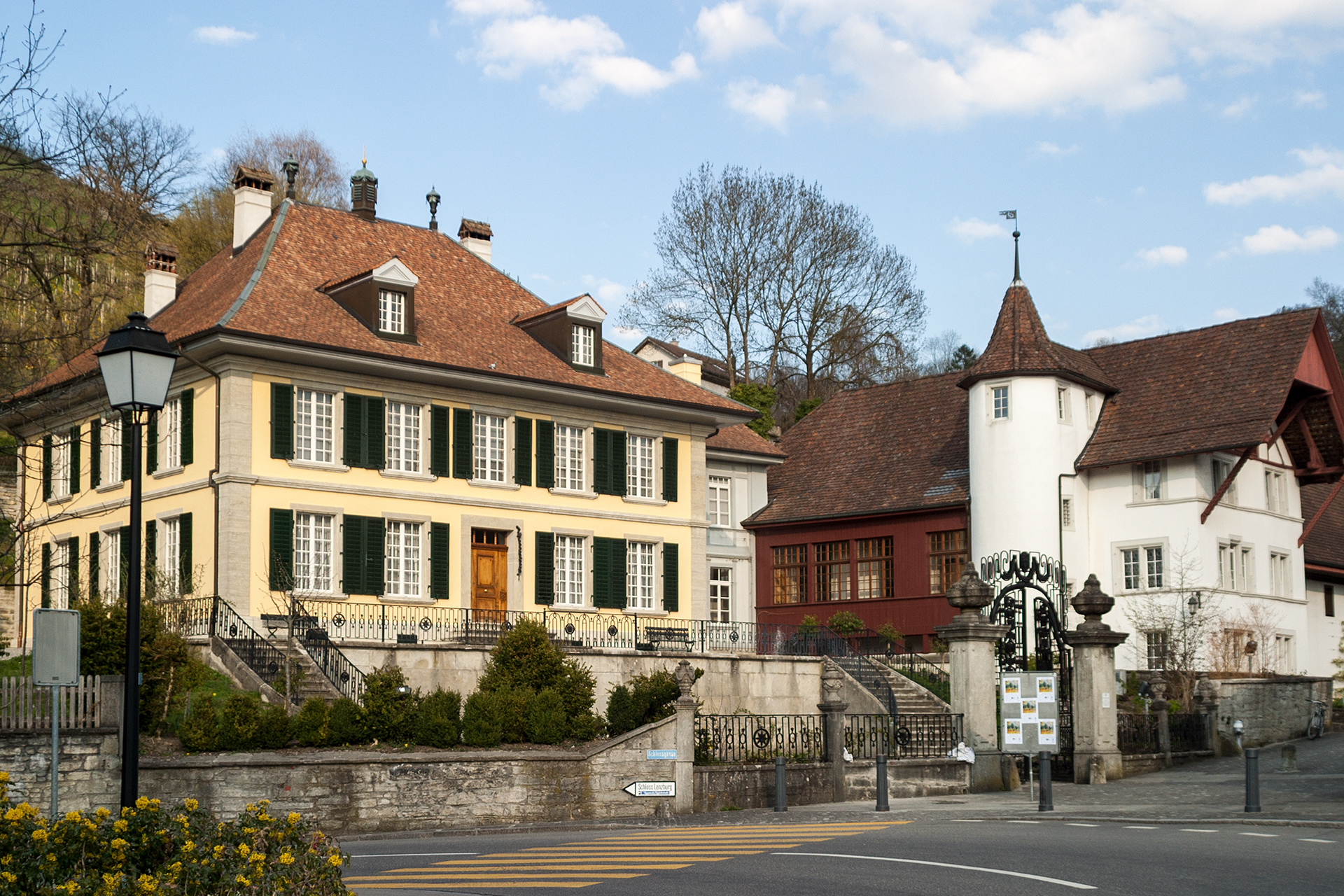
Häusergruppe an der Burghalde

Am Rand der Altstadt entstanden im 18. und frühen 19. Jahrhundert einige historisch bedeutende Gebäude im Rokoko-, spätklassizistischen und Biedermeier-Stil. Besonders erwähnenswert ist das Hünerwadelhaus aus dem Jahr 1759, das grösste erhaltene Handelshaus des Aargaus aus dem frühen Industriezeitalter. Eher monumental wirkt das Müller-Haus von 1784, ein herrschaftliches Fabrikantenanwesen; es beherbergt heute eine kulturelle Institution.
An der Südwestflanke des Schlossbergs stehen die so genannten Burghaldenhäuser. Die Alte Burghalde ist ein 1628 im spätgotischen Stil erbautes, dreigeschossiges Wohnhaus mit einem Fachwerkanbau sowie der ehemaligen Trotte. Heute beherbergt es das Museum Burghalde. Daneben steht die Neue Burghalde (1794), ein streng symmetrischer frühklassizistischer Bau mit grosszügiger Freitreppe und reich geschmiedetem Flügeltor.
Als 1964 der Autobahnzubringer gebaut wurde, entdeckten Archäologen ein gut erhaltenes römisches Theater aus dem 1. Jahrhundert n. Chr. Zwar war schon seit längerer Zeit die Existenz einer Siedlung bekannt gewesen, doch dieser Fund erwies sich als kleinere Sensation. Das Theater hatte über 4000 Sitzplätze und war wohl der kulturelle Mittelpunkt der weiteren Umgebung.
Auf dem höchsten Punkt des Stadtgebiets steht der 48 Meter hohe Esterliturm. Der erste, aus Holz gebaute Turm aus dem Jahr 1905 wurde 1974 durch eine Betonkonstruktion ersetzt. Eine Treppe mit 253 Stufen führt hinauf zur Aussichtsplattform; bei guter Fernsicht sind vom Turm aus der Schwarzwald und die Zentralschweizer Alpen zu sehen.

### Grenzsteine

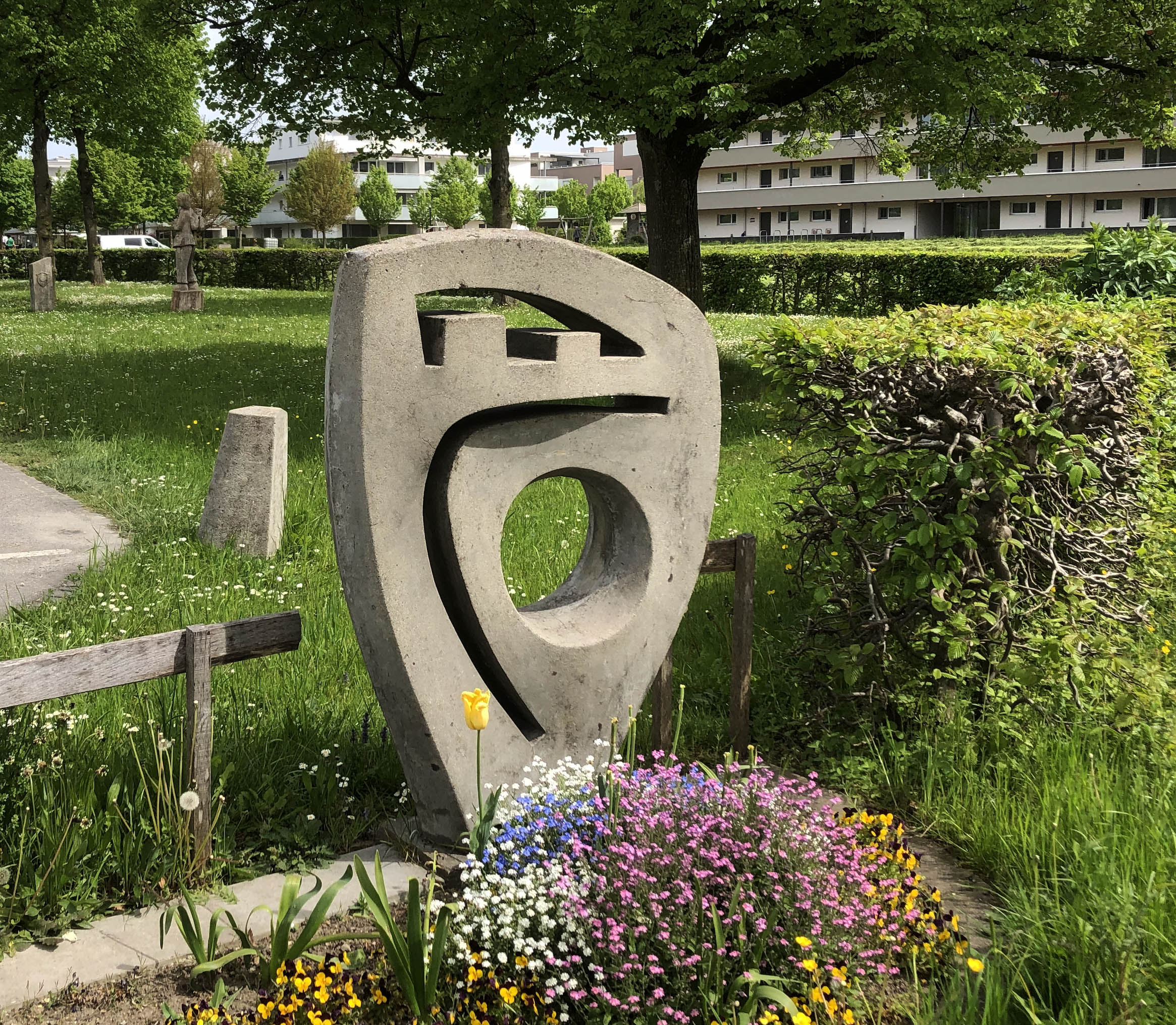
Lenzburger Grenzstein von Peter Hächler im Gebiet Fünflinden

Seit 1956 existieren an den wichtigen Ausfallstrassen zu den Nachbargemeinden drei Grenzsteine, die vom Lenzburger Bildhauer Peter Hächler (1922–1999) im Rahmen eines Wettbewerbs geschaffen wurden. Sie stellen in stilisierter Form eine Kugel – das Wappenzeichen der Stadt – sowie die Silhouette des Schlosses dar, verzichten aber auf das sonst übliche Wappen der jeweiligen Nachbargemeinde. Der Beton, aus dem sie gegossen wurden, ist trotz einer Ausbesserung bereits verwittert. Die Jahreszahl 1956 lässt sich bereits nicht mehr lesen. Die Steine stehen an der Hendschikerstrasse im Gewann Hornerfeld, an der Aarauerstrasse in der Flur Fünflinde zur Gemeinde Staufen hin und im Süden an der Seoner Strasse an der Grenze zur gleichnamigen Gemeinde auf dem Flur Tafelt. Ein vierter Stein an der Niederlenzerstrasse ist abgängig.

## Wappen
Die Blasonierung des Stadtwappens lautet: «In Weiss blaue Kugel.» Dieses sehr schlicht gehaltene Wappen erschien erstmals 1333 auf dem städtischen Siegel und ist seither unverändert geblieben.

## Bevölkerung
Die Einwohnerzahlen entwickelten sich wie folgt:
| Jahr      | 1850 | 1900 | 1930 | 1950 | 1960 | 1970 | 1980 | 1990 | 2000 | 2010 | 2020   | 2023   |
| Einwohner | 1957 | 2588 | 4131 | 4949 | 6378 | 7594 | 7585 | 7530 | 7568 | 8341 | 11'024 | 11'184 |

Am 31. Dezember 2023 lebten 11'184 Menschen in Lenzburg, der Ausländeranteil betrug 29,9 %. Bei der Volkszählung 2015 bezeichneten sich 29,5 % als reformiert und 28,1 % als römisch-katholisch; 42,4 % waren konfessionslos oder gehörten anderen Glaubensrichtungen an. 78,0 % gaben bei der Volkszählung 2000 Deutsch als ihre Hauptsprache an, 8,7 % Italienisch, je 2,1 % Albanisch und Türkisch, 1,8 % Serbokroatisch, 1,7 % Portugiesisch, 1,0 % Spanisch, 0,8 % Französisch und 0,6 % Englisch.

## Politik und Recht
Die politische Gemeinde (im Kanton Aargau Einwohnergemeinde genannt) nimmt sämtliche kommunalen Aufgaben wahr, die nicht durch übergeordnetes Recht zum Wirkungskreis eines anderen Gemeindetyps (beispielsweise der Kirchgemeinden der Landeskirchen) erklärt worden sind. Die heute gültige Gemeindeordnung datiert von 1983.

### Legislative
- Grüne: 4
- SP: 9
- EVP: 1
- GLP: 6
- Mitte: 4
- FDP: 9
- SVP: 7

Anstelle einer in kleineren Gemeinden üblichen Gemeindeversammlung vertritt seit 1972 das von den Lenzburger Stimmberechtigten gewählte Gemeindeparlament, der Einwohnerrat, die Anliegen der Bevölkerung. Er besteht aus 40 Mitgliedern, die für jeweils vier Jahre im Proporzwahlverfahren gewählt werden. Ihm obliegt das Genehmigen des Steuerfusses, des Voranschlages, der Jahresrechnung, des Geschäftsberichts und der Kredite. Ebenso erlässt er Reglemente, kontrolliert die Amtsführung der Exekutive und entscheidet über Einbürgerungen. Die Einwohnerräte können parlamentarische Vorstösse (Motion, Postulat, kleine Anfrage) einreichen.
Die rechts stehende Grafik zeigt die Sitzverteilung nach der Wahl vom 28. November 2021. Bei den bisherigen Wahlen erzielten die Parteien folgende Sitzzahlen:
| Partei                   | 2001 | 2005 | 2009 | 2013 | 2017 | 2021 |
| ------------------------ | ---- | ---- | ---- | ---- | ---- | ---- |
| SP                       | 10   | 09   | 08   | 09   | 10   | 09   |
| FDP                      | 11   | 10   | 10   | 08   | 09   | 09   |
| SVP                      | 11   | 10   | 10   | 10   | 09   | 07   |
| glp                      | 0–   | 0–   | 02   | 04   | 04   | 06   |
| Die Mitte (bis 2020 CVP) | 04   | 04   | 04   | 03   | 03   | 04   |
| Grüne                    | 0–   | 03   | 03   | 03   | 02   | 04   |
| EVP                      | 04   | 04   | 03   | 02   | 02   | 01   |
| BDP                      | 0–   | 0–   | 0–   | 01   | 01   | 0–   |

Auch auf der Ebene der Einwohnergemeinde finden sich verschiedene Elemente der direkten Demokratie. So stehen der Bevölkerung fakultative und obligatorische Referenden sowie die Volksinitiative zu.

### Exekutive
Ausführende Behörde ist der fünfköpfige Stadtrat. Die Amtsdauer beträgt vier Jahre, und die Wahl erfolgt im Majorzverfahren (Mehrheitswahlverfahren) durch das Volk. Der Stadtrat führt und repräsentiert die Gemeinde. Dazu vollzieht er die Beschlüsse des Einwohnerrates und die Aufgaben, die ihm vom Kanton zugeteilt wurden.
Die fünf Stadträte der Amtsperiode 2021–2024 sind:
- Daniel Mosimann (SP), Stadtammann
- Andreas Schmid (FDP), Vizeammann
- Beatrice Taubert-Baldinger (SP)
- Sven Ammann (FDP)
- Barbara Portmann-Müller (glp)

### Judikative
Für Rechtsstreitigkeiten ist in erster Instanz das Bezirksgericht Lenzburg zuständig. Lenzburg ist Sitz des Friedensrichterkreises XI, der den nördlichen Teil des Bezirks umfasst. Ausserdem ist die Stadt seit 2011 Sitz der Staatsanwaltschaft der Bezirke Lenzburg und Aarau.

### Nationale Wahlen
Bei den Schweizer Parlamentswahlen 2023 betrugen die Wähleranteile in Lenzburg: SP 23,9 % (+2,2 %), SVP 20,7 % (+2,7 %), FDP 17,3 % (−0,8 %), glp 12,5 % (−0,2 %), Mitte 9,7 % (−1,4 %), Grüne 9,4 % (−2,6 %), EVP 3,4 (−0,4 %)%.

## Wirtschaft
Lenzburg ist ein bedeutender Wirtschaftsstandort. Gemäss der im Jahr 2015 erhobenen Statistik der Unternehmensstruktur (STATENT) gibt es über 950 Unternehmen, von denen die meisten im Dienstleistungssektor tätig sind. Hauptsächlich handelt es sich um KMU-Betriebe. Auch international tätige Grossunternehmen haben sich in Lenzburg niedergelassen. Dazu gehören der Technologiekonzern Hitachi Energy mit dem einzigen Leistungshalbleiterwerk der Schweiz, der Fleischverarbeiter Traitafina, der Kunststoffproduzent Quadrant, das Sauerstoffwerk und der Konfitürenhersteller Hero. Weitere wichtige Arbeitgeber sind die Hypothekarbank Lenzburg und die Justizvollzugsanstalt Lenzburg, das grösste Gefängnis des Kantons Aargau. Insgesamt gibt es in Lenzburg etwa 9200 Arbeitsplätze, davon weniger als 1 % in der Landwirtschaft, 28 % in der Industrie und 71 % im Dienstleistungssektor.
Eine gewisse Bedeutung hat in Lenzburg der Weinbau. Im Jahr 2018 war an den exponierten Südhängen von Schlossberg und Goffersberg eine Fläche von 2,5 Hektaren mit Reben bestockt. Angebaut werden fünf verschiedene Sorten, wobei Blauburgunder und Riesling × Sylvaner überwiegen.

## Verkehr

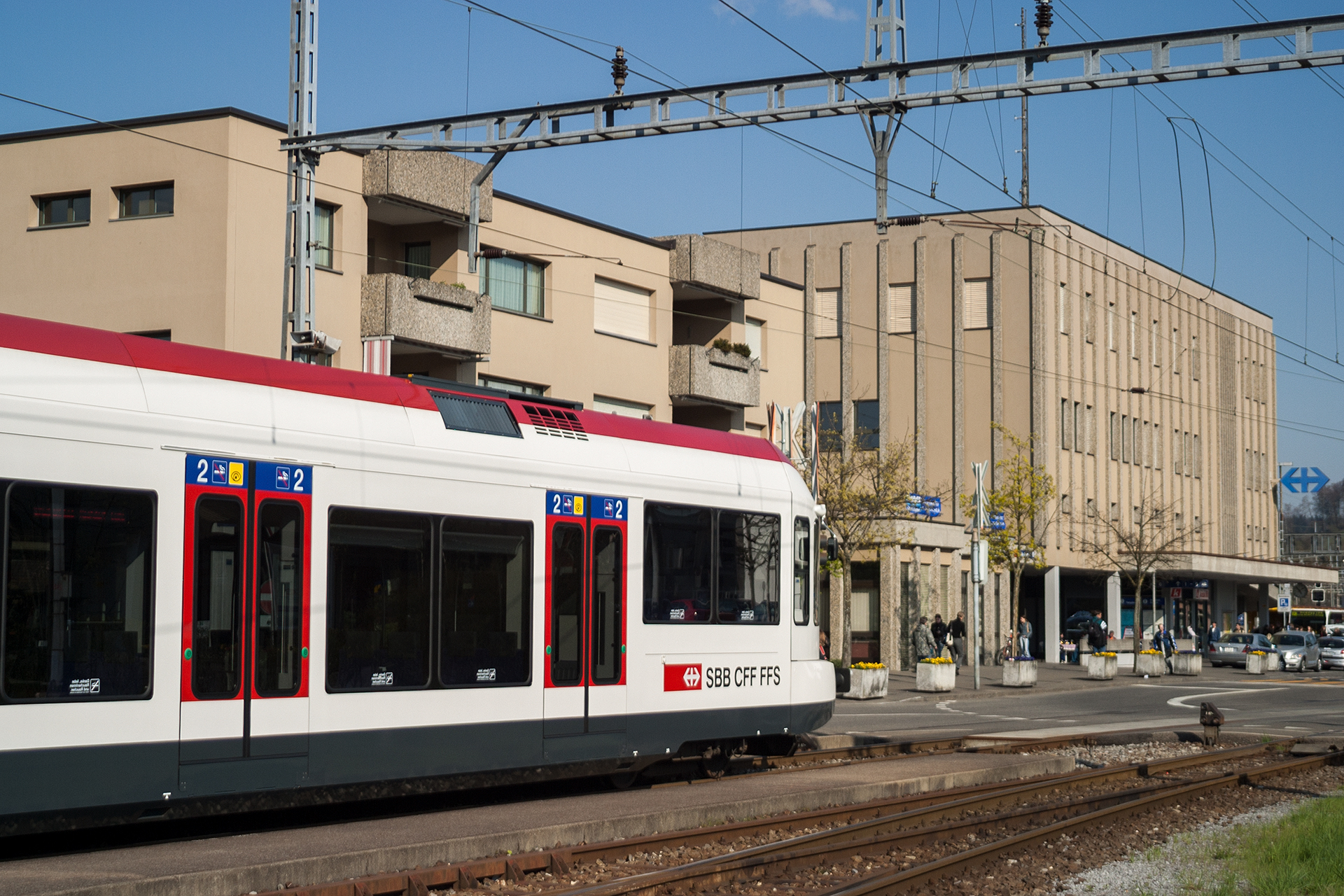
Bahnhof Lenzburg mit Seetalbahn

Lenzburg ist ein wichtiger Verkehrsknotenpunkt. Hier kreuzen sich drei bedeutende Hauptstrassen, die Hauptstrasse 1 von Zürich nach Bern, die Hauptstrasse 25 von Lenzburg nach Zug und die Hauptstrasse 26 von Brugg nach Luzern. 2006 wurde die teilweise unterirdisch verlaufende Kerntangente fertiggestellt. Zuvor war der Verkehr durch die Altstadt und nördlich um den Schlossberg geführt worden. Innerstädtische Strassen wie die Schützenmattstrasse wurden dadurch vom Durchgangsverkehr befreit. Nördlich der Stadt führt die Autobahn A1 vorbei, die wichtigste Ost-West-Strassenverbindung der Schweiz. Sie ist mit einer Anschlussstelle und einem Autobahnzubringer mit dem städtischen Strassennetz verbunden.

### Liniennetz
Der Bahnhof Lenzburg ist innerstädtisch durch die Bahnhofstrasse mit der Altstadt verbunden. In seiner Funktion als Bahnhof ist er ein Schnellzugshalt an der Haupteisenbahnlinie Bern–Zürich. Weitere Bahnlinien führen nach Brugg, Luzern (Seetalbahn), Zofingen und Rotkreuz. Die Verbindung nach Wettingen wurde am 12. Dezember 2004 eingestellt, als Kompensation fährt die Linie S11 der S-Bahn Zürich durch den Heitersbergtunnel über Lenzburg bis nach Aarau. Der Personenverkehr am 1895 eröffneten Bahnhof Lenzburg Stadt der Seetalbahn wurde 1984 eingestellt, der Güterverkehr im Jahr 2005. Durch Lenzburg führen mehrere bedeutende Velorouten, die nach dem Wegnetz von SchweizMobil gekennzeichnet sind: Eine Etappe des Radwegs Nr. 34 «Alter Bernerweg» von Zofingen nach Baden, die Veloroute Nr. 56 «Seetal-Bözberg», die dem Aabach folgt, und die Route Nr. 599 «Herzschlaufe Seetal» erreichen das Zentrum von Lenzburg.

### Fernverkehr
- 37 Basel SBB – Aarau – Zürich HB

Regionalverkehr
- 6 Olten – Lenzburg – Arth-Goldau (Südbahn-Express, nur am Wochenende)
- 37 Aarau – Lenzburg – Zürich HB

S-Bahn Aargau
- S 23 Langenthal – Olten – Aarau – Lenzburg – Brugg – Baden
- S 26 Olten – Aarau/Lenzburg – Wohlen – Muri – Rotkreuz
- S 28 Zofingen – Lenzburg

S-Bahn Luzern
- S 9 Luzern ‒ Hochdorf ‒ Beinwil am See ‒ Lenzburg (Seetalbahn)

S-Bahn Zürich
- S 11 Aarau – Lenzburg – Dietikon – Zürich HB – Stettbach – Winterthur – Seuzach/Sennhof-Kyburg (– Wila)

Regionalbus Lenzburg
- 380 Lenzburg Hypiplatz – Niederlenz – Möriken-Wildegg
- 381 Lenzburg Hypiplatz – Bahnhof Lenzburg – Niederlenz – Möriken-Wildegg
- 382 Lenzburg Hypiplatz – Niederlenz – Möriken-Wildegg – Brunegg – Mägenwil
- 389 Bahnhof Lenzburg – Birren
- 390 Lenzburg Hypiplatz – Bahnhof Lenzburg – Staufen – Schafisheim – Seon – Egliswil – Seengen – Tennwil – Meisterschwanden – Fahrwangen – Bettwil
- 391 Lenzburg Dufourstrasse – Bahnhof Lenzburg – Lenzburg Berufsschule – Schloss Lenzburg
- 392 Bahnhof Lenzburg – Lenzburg Hypiplatz – Ammerswil – Dintikon
- 393 Bahnhof Lenzburg – Lenzburg Hypiplatz – Othmarsingen – Mägenwil
- 394 Lenzburg Hypiplatz – Bahnhof Lenzburg – Staufen – Schafisheim – Hunzenschwil – Rupperswil
- 395 Bahnhof Lenzburg – Schafisheim – Seon – Egliswil – Seengen – Boniswil – Leutwil – Dürrenäsch – Teufenthal
- 396 Lenzburg Hypiplatz – Bahnhof Lenzburg – Schafisheim – Hunzenschwil

Nachtangebot
- 11 Zürich HB – Dietikon – Mellingen Heitersberg – Lenzburg – Aarau – Schönenwerd – Däniken – Dulliken – Olten
- S 26  Olten Bahnhof – Aarau Bahnhof – Wohlen – Muri AG
- N82 Othmarsingen – Lenzburg Hypiplatz – Möriken-Wildegg
- N90 Möriken-Wildegg – Niederlenz – Lenzburg Bahnhof – Staufen – Schafisheim – Seon – Egliswil – Seengen – Boniswil – Tennwil – Meisterschwanden – Fahrwangen –  Sarmenstorf
- N92 Lenzburg Bhf – Lenzburg Hypiplatz – Ammerswil – Dintikon – Villmergen – Wohlen AG – Dottikon-Dintikon Bahnhof
- N94 Aarau Bahnhof – Buchs AG – Aarau Rohr – Rupperswil – Schafisheim – Lenzburg Bahnhof

## Bildung
Lenzburg bietet ein umfangreiches Bildungsangebot mit Kindergarten, Primarschule, Realschule, Sekundarschule und Bezirksschule. In der Stadt befinden sich ausserdem zwei Berufsschulen für den kaufmännischen und den technischen Bereich, eine heilpädagogische Sonderschule sowie zwei Privatschulen. Die kaufmännische Berufsschule bietet ein umfangreiches Programm in der Erwachsenenbildung an. Die nächstgelegenen Gymnasien sind die Alte Kantonsschule und die Neue Kantonsschule, beide in Aarau.

## Kultur

Folkfestival Lenzburg, 1975

Die Stadt Lenzburg verfügt über ein reiches kulturelles Angebot. Eine überregionale Bedeutung hat das Museum Aargau im Schloss Lenzburg; es bietet Wechselausstellungen mit kultur- und kunstgeschichtlichem Inhalt sowie eine Dauerausstellung über die Geschichte der Burg und die Wohnkultur vergangener Jahrhunderte.
Zuerst war auch die Institution Stapferhaus im Schloss domiziliert, die interdisziplinäre Kulturveranstaltungen, Ausstellungen und Begegnungsprojekte organisiert. Heute hat sie ihren Sitz in einem Neubau beim Bahnhof Lenzburg.
Von 1972 bis 1980 fand jährlich ein internationales Folk-Festival auf Schloss Lenzburg statt, das Folkfestival Lenzburg. Die Musikalischen Begegnungen Lenzburg sind ein seit 1984 jährlich unter einem anderen Motto stattfindendes Musikfestival.
Das Museum Burghalde im Gebäude «Alte Burghalde» zeigt die städtische Geschichte mit Ausgrabungsgegenständen aus der Jungsteinzeit, der Römerzeit und dem frühen Mittelalter sowie Zeugnisse der Stadtgeschichte sowie eine Sammlung russischer Ikonen.
Weitere kulturelle Institutionen sind das Aargauer Literaturhaus, das «Netzwerk Müllerhaus», das Art Atelier Aquatinta (Galerie), die Galerie Randolph und das Bildhaueratelier. Einmal pro Monat findet im Restaurant «Hirschen» das «café littéraire» statt, ein Anlass mit renommierten Lesenden wie z. B. Peter Bieri. Im Kulturhaus Tommasini finden diverse kulturelle Anlässe statt. Ein interessantes Angebot an Veranstaltungen bietet ebenfalls die Kulturbar Baronessa an.

## Brauchtum

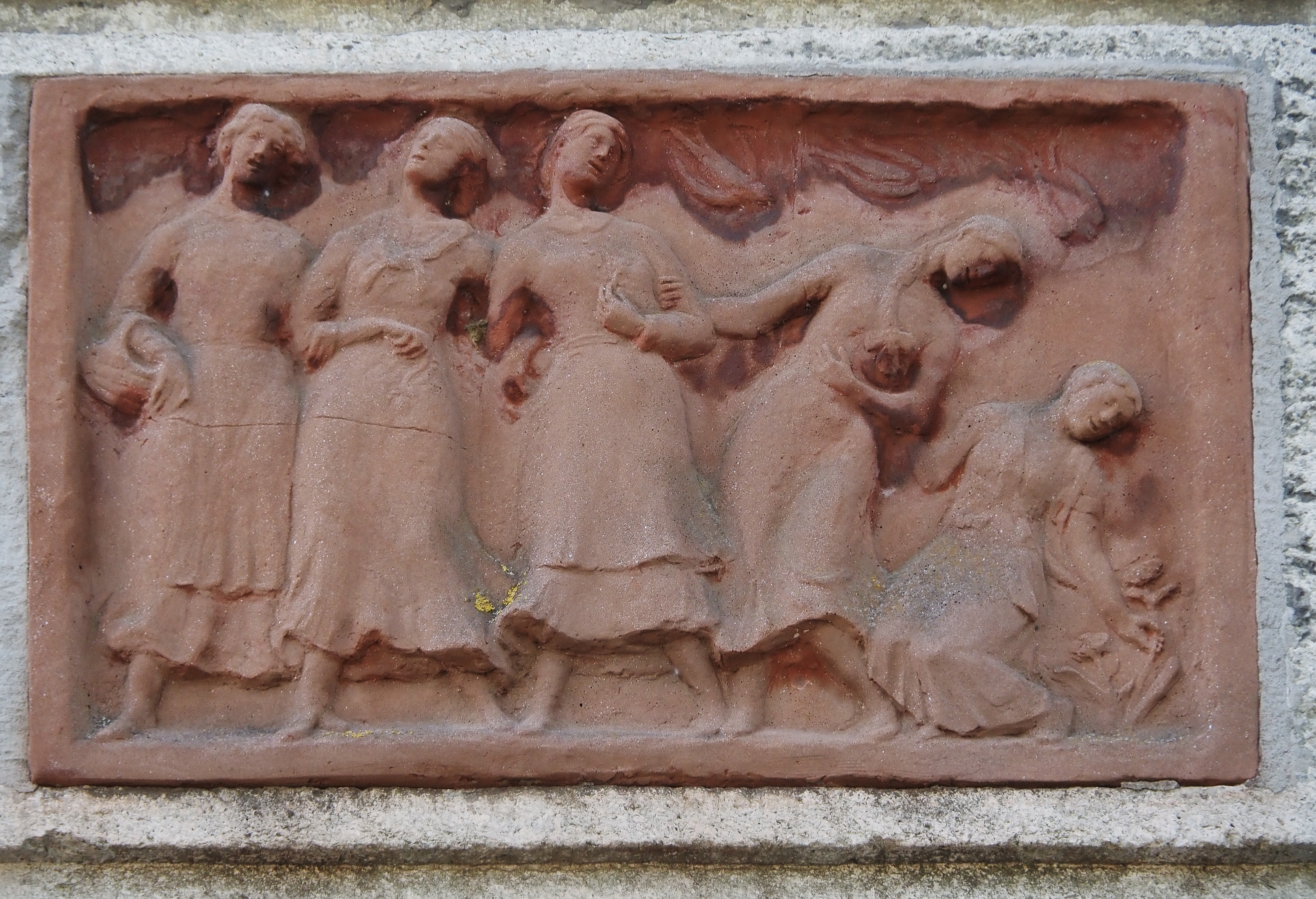
Bildtafel zum Lenzburger Jugendfest; Terrakottarelief des Lenzburger Künstlers Arnold Hünerwadel am Angelrainschulhaus

In Lenzburg finden jedes Jahr bedeutende traditionelle Anlässe mit überregionaler Ausstrahlung statt. Seit mehr als 400 Jahren ist das Jugendfest das grösste Ereignis in Lenzburg. Es findet jedes Jahr am zweiten Freitag im Juli statt und umfasst einen Umzug sowie alle zwei Jahre ein nachgestelltes Freischaren-Manöver. Am darauf folgenden Samstag findet auf dem Metzgplatz in der Altstadt das Openair-Festival «Metschgplatsch» mit Nachwuchsmusikern aus der Region statt.
Beim «Joggeliumzug» Ende Oktober ziehen in weissen Umhängen gehüllte Schützen mit Laternen durch die Altstadt. Dieser Brauch entstand um 1450 und geht auf eine vorreformatorische Bruderschaft zurück. Im November und Dezember folgt das Chlauschlöpfen, das den Zweck hat, den Samichlaus zu wecken. Ein Brauch neueren Datums ist das Gauklerfestival im August. In den Gassen der Altstadt vollführen Kleinkünstler aus der ganzen Welt alle möglichen Kunststücke; dieser Anlass zieht jeweils Tausende von Besuchern an.

## Persönlichkeiten
- Hemmann Haberer (1505–1577), Landschreiber und Bühnenautor
- Gottlieb Hünerwadel (1744–1820), Regierungsrat und Industrieller
- Samuel Hämmerli (1750–1820), Ebenist
- Daniel Bertschinger (1761–1830), Regierungsrat, Notar und Richter
- Peter Hächler (1922–1999), Bildhauer und Kulturschaffender
- Margrit Haemmerli (1900–1979), Malerin, Zeichnerin, Illustratorin
- Hieronymus Hünerwadel (1772–1824), Kaufmann, Schultheiss und Stadtammann
- Johann Rudolf Ringier (1797–1879), Nationalrat
- Johann Alois Minnich (1801–1885), Badearzt und Dichter
- Theodor Bertschinger (1814–1889), Kaufmann und Politiker
- Fanny Hünerwadel (1826–1854), Sängerin, Pianistin und Komponistin
- Margaretha Kieser (1829–1900), Jugendschriftstellerin und Lehrerin
- Hans Weber (1839–1918), Politiker, Journalist und Richter
- Fanny-Oschwald-Ringier (1840–1918), Schriftstellerin
- Arnold Keller (1841–1934), Generalstabschef
- Gertrud Villiger-Keller (1843–1908), Präsidentin des Schweizerischen Gemeinnützigen Frauenvereins
- Robert Leemann (1852–1925), Zeichner, Kupferstecher und Radierer
- Hermann Fischer (1855–1923), Holzstecher, Porträtist und Illustrator
- Clara Müller (1862–1929), Malerin
- Hermann Rüdisühli (1864–1944), Maler
- Frank Wedekind (1864–1918), Schriftsteller und Schauspieler, aufgewachsen in Lenzburg
- Hans E. Walty (1868–1948), Maler und Mykologe
- Werner Büchly (1871–1942), Maler, Grafiker und Zeichner
- Hans Adolf Steiner (1872–1955), Grafiker und Maler
- Martha Ringier (1874–1967), Schriftstellerin
- Emil Scheller (1880–1942), Maler und Zeichner
- Adolf Gloor (1884–1944), Nationalrat und Gewerkschafter
- Carl Zweifel (1884–1963), Architekt und Spielzeughersteller
- Arnold Büchli (1885–1970), Lehrer, Heimat- und Volkstumsforscher
- Theo Glinz (1890–1962), Künstler, aufgewachsen in Lenzburg
- Walter Augustin Villiger (1872–1938), Astronom
- Peter Mieg (1906–1990), Komponist, Maler
- Markus Roth (1911–1996), Politiker
- Rudolf Braun (1920–1999), Umwelttechniker sowie Hochschullehrer
- Hansjakob Seiler (1920–2018), Sprachwissenschaftler (Linguist), lebte und arbeitete in Lenzburg
- Lys Assia (1924–2018), Musikerin
- Fritz Vollmar (* 1926), Journalist
- René Haller (* 1933), Tropen-Agronom
- Markus Heinrich Meyer (1934–2015), Rechtsanwalt und Politiker
- Georges Güntert (* 1938), Schweizer Romanist und Autor
- Pepe Lienhard (* 1946), Bandleader, Saxofonist, Schlagersänger
- Pfuri Baldenweg (* 1946), Musiker
- Ruedi Häusermann (* 1948), Musiker, Theaterregisseur
- Anja Kroll (* 1963), Gleitschirmpilotin
- Lady Tom (* 1978), Techno-DJ und Musikproduzentin
- Katy Winter (* 1983), Sängerin, Komponistin, Musikerin, aufgewachsen in Lenzburg
- Sara Lüscher (* 1986), Orientierungsläuferin
- Irène Kälin (* 1987), Nationalrätin
- Larissa Keat (* 1989), schweizerisch-amerikanische Schauspielerin, Regisseurin, Künstlerin und Performerin
- Nikolas Muci (* 2003), Fussballspieler
- Heinrich Frey-Zschokke (1871–1960), Fabrikant, Financier und VR-Präsident der Hypothekarbank Lenzburg